# Baud, Morbihan

Baud este o comună în departamentul Morbihan, Franța. În 1 ianuarie 2022 avea o populație de 6.246 de locuitori.